# S. George Philander

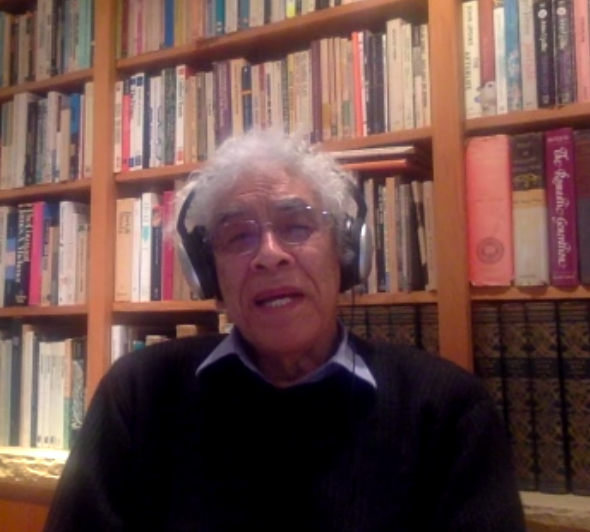
S. George Philander, 2020

Samuel George Harker Philander (* 25. Juli 1942 in Caledon, Südafrika) ist ein US-amerikanischer Klimaforscher, bekannt für Forschungen zu El Niño.
Philander ist der Sohn eines Lehrerehepaars und wuchs bei Kapstadt auf. Die Familie galt unter dem Apartheid-Regime als Farbige und wurde diskriminiert. Philander erhielt als ausgezeichneter Student (Bachelor-Abschluss 1963 an der Universität Kapstadt) eine Zulassung zur Harvard University und wurde dort 1970 in Angewandter Mathematik promoviert. Die Dissertation war über äquatoriale Ozeanströmungen. Als Post-Doktorand arbeitete er am Massachusetts Institute of Technology über Hydrodynamik. Ab 1971 war er am Geophysical Fluid Dynamics Laboratory in Princeton, ab 1978 als Senior Oceanographer. Ab 1990 war er Professor für Geowissenschaften an der Princeton University und Direktor des Programms Atmospheric and Oceanic Science. Ab 1994 war er Vorsitzender der geowissenschaftlichen Fakultät.
Er befasst sich mit der gegenseitigen Wechselwirkung von Ozeanströmungen und Winden. Da die Thermokline in den Ozeanen sehr flach ist, ist diese Wechselwirkung relativ stark und führt zu Instabilitäten und zyklischen Phänomenen wie El Niño im Pazifik mit Perioden von zwei bis sieben Jahren. Die dadurch ausgelösten extremen Wetterlagen führen zu erhöhten Niederschlägen und Überschwemmungen an dem Ende, zu dem die warme Meeresströmung fließt bzw. Trockenheit am anderen Ende. Der zugrundeliegende Mechanismus wechselseitiger Beeinflussung von Wind und Strömungen wurde insbesondere von Philander und – unabhängig von ihm – Mark A. Cane aufgeklärt. Im einen Teil des Zyklus (El Niño) gibt es eine warme West-Ost-Strömung von Südostasien zur Küste Lateinamerikas, im anderen Teil (von Philander La Niña genannt) ist die Strömung umgekehrt. El Niño hat Auswirkungen bis in den Indischen Ozean (siehe Southern Oscillation); Philander untersuchte auch dies und ähnliche Phänomene in anderen Teilen der Welt, die Auswirkung globaler Erwärmung auf El Niño (die diesen tendenziell verstärkt) und ähnliche Phänomene im Paläoklima des Quartärs.
In einem Buch von 2006 über El Niño kritisiert er die Dämonisierung eines natürlichen Phänomens durch die Medien etwa ab Ende der 1990er Jahre und sieht das eher als Modellfall für zukünftig notwendige Anpassungen an die globale Erwärmung.
1982 war er Gastprofessor am Naturgeschichtsmuseum in Paris und ab 1991 Gastwissenschaftler am Jet Propulsion Laboratory.
2017 erhielt er mit Mark A. Cane den Vetlesen-Preis für ihre Forschungen zu El Niño. 1985 erhielt er die Goldmedaille des US-Handelsministeriums, 1985 die Sverdrup Goldmedaille der American Meteorological Society, deren Fellow er ist, und 1994 hielt er die Symons Memorial Lecture der Royal Meteorological Society. 2003 wurde er in die American Academy of Arts and Sciences, 2004 in die National Academy of Sciences gewählt. 2007 wurde er Ehrendoktor der Universität Kapstadt.
Ab 2007 organisierte er Workshops für Studenten aus ärmeren Verhältnissen in Südafrika. Er lehrt dort häufig und gründete dort das  Applied Centre for Climate and Earth Systems Science.
Philander ist US-amerikanischer Staatsbürger.

## Schriften (Auswahl)
Bücher:
- El Niño, La Niña, and the southern oscillation, Academic Press 1990
- Our Affair With El Niño: How We Transformed an Enchanting Peruvian Current into a Global Climate Hazard, Princeton UP 2006
- Encyclopedia of Global Warming and Climate Change. (als Herausgeber) (Vols. 1-3). SAGE Publications, Inc., 2012. doi:10.4135/9781452218564

Einige Aufsätze:
- mit N. J. Burls, C. Reason, P. Penven: Similarities between the tropical Atlantic seasonal cycle and ENSO: An energetics perspective. Journal of Geophysical Research, Band 116, 2011
- Where are you from? Why are you here? An African perspective on global warming. Annual Review of Earth and Planetary Sciences, Band 37, 2009, S. 1–18.
- mit A. Fedorov, M. Barreiro, G. Boccaletti, R. Pacanowski: The freshening of surface waters in high latitudes: Effects on the thermohaline and wind-driven circulations. Journal of Physical Oceanography, Band 37, 2007, S. 896–907,
- mit M. Barreiro, R. Pacanowski, A. Federov: Simulations of warm tropical conditions with application to middle Pliocene atmospheres. Climate Dynamics, Band 26, 2006, S. 349–365
- Sextant to Satellite: The education of a land-based oceanographer.  In: M. Jochum, R. Murtugudde (Hrsg.), Physical Oceanography: Developments since 1950, Springer 2006, S. 153–163.
- mit G. Boccaletti, R. C. Pacanowski: A diabatic mechanism for decadal variability in the tropics. Dynamics of Atmospheres and Oceans, Band 39, 2005, S. 3–19
- mit G. Boccaletti, R. C. Pacanowski, A. V. Federov: The thermal structure of the upper ocean. Journal of Physical Oceanography, Band 34, 2004, S. 888–902